# Clarissa Chun
Clarissa Chun (n. 27 august 1981, Hawaii, SUA) este o luptătoare ce a reprezentat Statele Unite ale Americii, medaliată olimpică. A participat la 2 ediții ale Jocurilor Olimpice (2008, 2012) în care a câștigat o medalie de bronz.